# Китай на Чемпіонаті світу з водних видів спорту 2015
Китайська Народна Республіка взяла участь у Чемпіонаті світу з водних видів спорту 2015, який пройшов у Казані (Росія) від 24 липня до 9 серпня.

## Медалісти
| Медаль | Ім'я | Вид спорту         | Дисципліна                                   | Дата     |
| ------ | --- | ------------------ | -------------------------------------------- | -------- |
| 1      | Тай Сяоху Си Яцзе                                                                                               | Стрибки у воду     | змішана синхронна вишка, 10 метрів           | 25 липня |
| 1      | Ши Тін Мао У Мінься                                                                                             | Стрибки у воду     | синхронний трамплін, 3 м (жінки)             | 25 липня |
| 1      | Чень Айсень Лінь Юе                                                                                             | Стрибки у воду     | синхронна вишка, 10 метрів (чоловіки)        | 26 липня |
| 1      | Сє Сиї | Стрибки у воду     | трамплін, 1 метр (чоловіки)                  | 27 липня |
| 1      | Чень Жолінь Лю Хуейся                                                                                           | Стрибки у воду     | синхронна вишка, 10 метрів (жінки)           | 27 липня |
| 1      | Цао Юань Цінь Кай                                                                                               | Стрибки у воду     | синхронний трамплін, 3 метри (чоловіки)      | 28 липня |
| 1      | He Chao | Стрибки у воду     | трамплін, 3 метри (чоловіки)                 | 31 липня |
| 1      | Ши Тін Мао | Стрибки у воду     | трамплін, 3 метри (жінки)                    | 1 серпня |
| 1      | Ван Хань Ян Хао                                                                                                 | Стрибки у воду     | змішаний синхронний трамплін, 3 метри        | 2 серпня |
| 1      | Сунь Ян | Плавання           | 400 метрів вільним стилем (чоловіки)         | 2 серпня |
| 1      | Цю Бо | Стрибки у воду     | вишка, 10 метрів (чоловіки)                  | 2 серпня |
| 1      | Сунь Ян | Плавання           | 800 метрів вільним стилем (чоловіки)         | 5 серпня |
| 1      | Нін Цзетао | Плавання           | 100 метрів вільним стилем (чоловіки)         | 6 серпня |
| 1      | Фу Юаньхуей | Плавання           | 50 метрів на спині (жінки)                   | 6 серпня |
| 1      | Чень Сіньї* Фу Юаньхуей Лу Ін Цю Юйхань* Шень Дуо Ши Цзінлінь                                                   | Плавання           | естафета 4x100 метрів комплексом (жінки)     | 9 серпня |
| 2      | Хуан Сюечень Сунь Веньянь                                                                                       | Синхронне плавання | дует, технічна програма                      | 26 липня |
| 2      | Ши Тін Мао | Стрибки у воду     | трамплін, 1 метр (жінки)                     | 27 липня |
| 2      | Ґу Сяо Го Лі Хуан Сюечень Лі Сяолу Лян Сіньпін Сунь Веньянь Тан Менні Сяо Яньнін* Їнь Ченсінь* Цзен Чжень       | Синхронне плавання | група, технічна програма                     | 27 липня |
| 2      | Хуан Сюечень | Синхронне плавання | соло, довільна програма                      | 29 липня |
| 2      | Хуан Сюечень Сунь Веньянь                                                                                       | Синхронне плавання | дует, довільна програма                      | 30 липня |
| 2      | Жень Цянь | Стрибки у воду     | вишка, 10 метрів (жінки)                     | 30 липня |
| 2      | Ґу Сяо Го Лі Хуан Сюечень* Лі Сяолу Лян Сіньпін Сунь Веньянь Тан Менні Сяо Яньнін* Їнь Ченсінь Цзен Чжень       | Синхронне плавання | група, технічна програма                     | 31 липня |
| 2      | Хе Цзи | Стрибки у воду     | трамплін, 3 метри (жінки)                    | 1 серпня |
| 2      | Ґу Сяо Го Лі Хуан Сюечень* Лі Мо* Лі Сяолу Лян Сіньпін Сунь Веньянь Тан Менні Сяо Яньнін Їнь Ченсінь Цзен Чжень | Синхронне плавання | комбінація, довільна програма                | 1 серпня |
| 2      | Сунь Ян | Плавання           | 200 метрів вільним стилем (чоловіки)         | 4 серпня |
| 3      | Сунь Веньянь | Синхронне плавання | соло, технічна програма                      | 25 липня |
| 3      | Хе Цзи | Стрибки у воду     | трамплін, 1 метр (жінки)                     | 27 липня |
| 3      | Сє Сиї Чень Жолінь                                                                                              | Стрибки у воду     | змішана командна                             | 29 липня |
| 3      | Лу Ін | Плавання           | 100 метрів батерфляєм (жінки)                | 3 серпня |
| 3      | Ван Шунь | Плавання           | 200 метрів комплексом (чоловіки)             | 6 серпня |
| 3      | Чжан Юйфей | Плавання           | 200 метрів батерфляєм (жінки)                | 6 серпня |
| 3      | Лю Сян | Плавання           | 50 метрів на спині (жінки)                   | 6 серпня |
| 3      | Ґо Дзюньдзюнь Цю Юйхань Шао Ївень* Шень Дуо Чжан Юйфей Чжан Юйхань*                                             | Плавання           | естафета 4x200 метрів вільним стилем (жінки) | 6 серпня |
| 3      | Ши Цзінлінь | Плавання           | 200 метрів брасом (жінки)                    | 7 серпня |
| 3      | Лу Ін | Плавання           | 50 метрів батерфляєм (жінки)                 | 8 серпня |

## Стрибки у воду
Китайські стрибуни у воду вибороли собі по два місця в кожній індивідуальній дисципліні (1 м, 3 м і 10 м) і по одному командному місцю для кожної синхронної дисципліни (3 м, 10 м і команда).
Чоловіки
| Спортсмен           | Дисципліна                   | Попередні змагання | Попередні змагання | Півфінали | Півфінали | Фінал  | Фінал |
| Спортсмен           | Дисципліна                   | Очки               | Місце              | Очки      | Місце     | Очки   | Місце |
| ------------------- | ---------------------------- | ------------------ | ------------------ | --------- | --------- | ------ | ----- |
| Хе Чао              | Трамплін, 1 метр             | 394.95             | 5 Q                | Н/Д       | Н/Д       | 415.50 | 7     |
| Сє Сиї              | Трамплін, 1 метр             | 404.40             | 2 Q                | Н/Д       | Н/Д       | 485.50 | 1     |
| Цао Юань            | Трамплін, 3 метри            | 517.40             | 1 Q                | 540.80    | 1 Q       | 523.95 | 4     |
| Хе Чао              | Трамплін, 3 метри            | 515.30             | 2 Q                | 527.95    | 2 Q       | 555.05 | 1     |
| Цю Бо               | Вишка, 10 метрів             | 513.00             | 3 Q                | 577.00    | 1 Q       | 587.00 | 1     |
| Ян Цзянь            | Вишка, 10 метрів             | 501.00             | 4 Q                | 539.75    | 2 Q       | 451.20 | 10    |
| Цао Юань Цінь Кай   | Синхронний трамплін, 3 метри | 434.43             | 2 Q                | Н/Д       | Н/Д       | 471.45 | 1     |
| Чень Айсень Лінь Юе | Синхронна вишка, 10 метрів   | 470.13             | 1 Q                | Н/Д       | Н/Д       | 495.72 | 1     |

Жінки
| Спортсменка           | Дисципліна               | Попередні змагання | Попередні змагання | Півфінали | Півфінали | Фінал  | Фінал |
| Спортсменка           | Дисципліна               | Очки               | Місце              | Очки      | Місце     | Очки   | Місце |
| --------------------- | ------------------------ | ------------------ | ------------------ | --------- | --------- | ------ | ----- |
| Хе Цзи                | Трамплін, 1 метр         | 285.40             | 3 Q                | Н/Д       | Н/Д       | 300.30 | 3     |
| Ши Тін Мао            | Трамплін, 1 метр         | 307.35             | 1 Q                | Н/Д       | Н/Д       | 309.20 | 2     |
| Хе Цзи                | Трамплін, 3 метри        | 376.00             | 1 Q                | 371.40    | 2 Q       | 377.45 | 2     |
| Ши Тін Мао            | Трамплін, 3 метри        | 368.40             | 2 Q                | 381.90    | 1 Q       | 383.55 | 1     |
| Жень Цянь             | Вишка, 10 метрів         | 411.40             | 1 Q                | 423.15    | 1 Q       | 388.00 | 2     |
| Си Яцзе               | Вишка, 10 метрів         | 377.75             | 2 Q                | 395.75    | 2 Q       | 384.40 | 4     |
| Ши Тін Мао У Мінься   | синхронний трамплін, 3 м | 312.90             | 1 Q                | Н/Д       | Н/Д       | 351.30 | 1     |
| Чень Жолінь Лю Хуейся | синхронна вишка, 10 м    | 330.24             | 1 Q                | Н/Д       | Н/Д       | 359.52 | 1     |

Змішаний
| Спортсмени         | Дисципліна                   | Фінал  | Фінал |
| Спортсмени         | Дисципліна                   | Очки   | Місце |
| ------------------ | ---------------------------- | ------ | ----- |
| Ван Хань Ян Хао    | Синхронний трамплін, 3 метри | 339.90 | 1     |
| Тай Сяоху Си Яцзе  | Синхронна вишка, 10 метрів   | 350.88 | 1     |
| Сє Сиї Чень Жолінь | Команда                      | 425.40 | 3     |

## Плавання на відкритій воді
Повна команда з тринадцяти китайських спортсменів кваліфікувалася на змагання з плавального марафону на відкритій воді. Серед них учасниця Олімпійських ігор 2012 Фан Янцяо.
Чоловіки
| Спортсмен    | Дисципліна | Час          | Місце        |
| ------------ | ---------- | ------------ | ------------ |
| Лан Юаньпен  | 5 км       | 59:42.8      | 37           |
| Цяо Чжун'ї   | 10 км      | 1:53:38.5    | 45           |
| Ян Цзіньтон  | 5 км       | 56:07.6      | 35           |
| Є Цяньпен    | 25 км      | 5:19:01.5    | 22           |
| Чжан Цзибінь | 25 км      | Не фінішував | Не фінішував |
| Цзу Ліцзюнь  | 10 км      | 1:50:46.0    | 17           |

Жінки
| Спортсменка | Дисципліна | Час       | Місце |
| ----------- | ---------- | --------- | ----- |
| Цао Шиюе    | 25 км      | 6:02:49.7 | 17    |
| Фан Янцяо   | 5 км       | 1:00:51.7 | 20    |
| Ню Сяосяо   | 5 км       | 1:03:50.4 | 26    |
| Ши Юй       | 10 км      | 1:59:28.6 | 15    |
| Янь Сиюй    | 10 км      | 1:59:39.9 | 26    |
| Ян Даньдань | 25 км      | 5:42:19.5 | 16    |

Змішаний
| Спортсмени                      | Дисципліна | Час     | Місце |
| ------------------------------- | ---------- | ------- | ----- |
| Цяо Чжун'ї Янь Сиюй Цзу Ліцзюнь | Команда    | 57:53.9 | 14    |

## Плавання
Китайські плавці виконали кваліфікаційні нормативи в дисциплінах, які наведено в таблиці (не більш як 2 плавці на одну дисципліну за часом нормативу A, і не більш як 1 плавець на одну дисципліну за часом нормативу B): Плавці повинні були кваліфікуватися на чемпіонаті Китаю з плавання 2015 (для дисциплін у басейні), щоб підтвердити своє місце на чемпіонаті світу.
Китайська команда складалася з 51 плавця (25 чоловіків і 26 жінок). 19 із них змагалися на попередньому чемпіонаті світу в Барселоні, включаючи визнаних суперзірок і олімпійських чемпіонів Сунь Ян у плаванні вільним стилем на довгих дистанціях Є Шивень в індивідуальному комплексному плаванні.
Чоловіки
| Спортсмен                                                            | Дисципліна                        | Попередній заплив | Попередній заплив | Півфінал        | Півфінал        | Фінал            | Фінал            |
| Спортсмен                                                            | Дисципліна                        | Час               | Місце             | Час             | Місце           | Час              | Місце            |
| -------------------------------------------------------------------- | --------------------------------- | ----------------- | ----------------- | --------------- | --------------- | ---------------- | ---------------- |
| Хао Юнь                                                              | 200 м батерфляєм                  | 1:59.04           | 25                | Завершив виступ | Завершив виступ | Завершив виступ  | Завершив виступ  |
| Хуан Чаошен                                                          | 400 м комплексом                  | 4:19.11           | 19                | Н/Д             | Н/Д             | Завершив виступ  | Завершив виступ  |
| Лі Гуаньгуань                                                        | 100 м на спині                    | 54.34             | 20                | Завершив виступ | Завершив виступ | Завершив виступ  | Завершив виступ  |
| Лі Гуаньгуань                                                        | 200 м на спині                    | 1:58.02           | 12 Q              | 1:57.12         | 8 Q             | 1:56.79          | 8                |
| Лі Сян                                                               | 100 м брасом                      | 1:00.96           | 27                | Завершив виступ | Завершив виступ | Завершив виступ  | Завершив виступ  |
| Лі Сян                                                               | 200 м брасом                      | 2:11.30           | 17                | Завершив виступ | Завершив виступ | Завершив виступ  | Завершив виступ  |
| Лі Юньці                                                             | 400 м вільним стилем              | 3:51.30           | 26                | Н/Д             | Н/Д             | Завершив виступ  | Завершив виступ  |
| Лі Чжухао                                                            | 100 м батерфляєм                  | 51.54             | 3 Q               | 51.33           | 4 Q             | 51.66            | 8                |
| Мао Фейлян                                                           | 200 м брасом                      | 2:09.56           | 3 Q               | 2:09.54         | 7 Q             | 2:10.02          | 8                |
| Нін Цзетао                                                           | 50 м вільним стилем               | 22.43             | 14 Q              | 22.18           | 15              | Завершив виступ  | Завершив виступ  |
| Нін Цзетао                                                           | 100 м вільним стилем              | 48.11             | 1 Q               | 48.13           | 2 Q             | 47.84            | 1                |
| Ши Вейцзя                                                            | 50 м брасом                       | 27.65             | 19                | Завершив виступ | Завершив виступ | Завершив виступ  | Завершив виступ  |
| Ши Ян                                                                | 50 м батерфляєм                   | 23.43             | 7 Q               | 23.44           | =12             | Завершив виступ  | Завершив виступ  |
| Сунь Ян                                                              | 200 м вільним стилем              | 1:46.00           | 1 Q               | 1:46.17         | 5 Q             | 1:45.20          | 2                |
| Сунь Ян                                                              | 400 м вільним стилем              | 3:44.99           | 1 Q               | Н/Д             | Н/Д             | 3:42.58          | 1                |
| Сунь Ян                                                              | 800 м вільним стилем              | 7:47.87           | 6 Q               | Н/Д             | Н/Д             | 7:39.96          | 1                |
| Сунь Ян                                                              | 1500 м вільним стилем             | 14:55.11          | 3 Q               | Н/Д             | Н/Д             | DNS              | DNS              |
| Ван Кечен                                                            | 800 м вільним стилем              | 7:56.05           | 19                | Н/Д             | Н/Д             | Завершив виступ  | Завершив виступ  |
| Ван Кечен                                                            | 1500 м вільним стилем             | 15:16.69          | 19                | Н/Д             | Н/Д             | Завершив виступ  | Завершив виступ  |
| Ван Пудун                                                            | 200 м батерфляєм                  | 1:58.20           | 20                | Завершив виступ | Завершив виступ | Завершив виступ  | Завершив виступ  |
| Ван Шунь                                                             | 200 м комплексом                  | 1:58.33           | 3 Q               | 1:57.07         | 2 Q             | 1:56.81          | 3                |
| Сюй Цзяюй                                                            | 50 м на спині                     | 25.71             | 29                | Завершив виступ | Завершив виступ | Завершив виступ  | Завершив виступ  |
| Сюй Цзяюй                                                            | 100 м на спині                    | 53.29             | 3 Q               | 53.15           | 7 Q             | 52.89            | 4                |
| Сюй Цзяюй                                                            | 200 м на спині                    | 1:56.90           | 5 Q               | 1:55.13         | 3 Q             | 1:55.20          | 6                |
| Сюй Ціхен                                                            | 200 м вільним стилем              | 1:49.32           | 35                | Завершив виступ | Завершив виступ | Завершив виступ  | Завершив виступ  |
| Ян Чжисянь                                                           | 200 м комплексом                  | 2:00.80           | 18                | Завершив виступ | Завершив виступ | Завершив виступ  | Завершив виступ  |
| Ян Чжисянь                                                           | 400 м комплексом                  | 4:15.47           | 8 Q               | Н/Д             | Н/Д             | 4:16.74          | 8                |
| Юй Хесінь                                                            | 50 м вільним стилем               | 22.51             | =20               | Завершив виступ | Завершив виступ | Завершив виступ  | Завершив виступ  |
| Юй Хесінь                                                            | 100 м вільним стилем              | 49.50             | 28                | Завершив виступ | Завершив виступ | Завершив виступ  | Завершив виступ  |
| Юй Хесінь                                                            | 50 м батерфляєм                   | 23.87             | =21               | Завершив виступ | Завершив виступ | Завершив виступ  | Завершив виступ  |
| Нін Цзетао Юй Хесінь Лінь Юнцін Сюй Ціхен                            | Естафета 4 × 100 м вільним стилем | 3:15.47           | 8 Q               | Н/Д             | Н/Д             | 3:15.41          | 7                |
| Сюй Ціхен Хе Тяньці Шань Кеюань Чжан Цзє                             | Естафета 4 × 200 м вільним стилем | 7:16.67           | 14                | Н/Д             | Н/Д             | Завершив виступ  | Завершив виступ  |
| Ху Їсюань Лі Сян Лі Чжухао Нін Цзетао Сюй Цзяюй Юй Хесінь Чжан Цібін | Естафета 4 × 100 м комплексом     | 3:35.21           | 11                | Н/Д             | Н/Д             | Завершили виступ | Завершили виступ |

Жінки
| Спортсменка                                                         | Дисципліна                        | Попередній заплив | Попередній заплив | Півфінал         | Півфінал         | Фінал            | Фінал            |
| Спортсменка                                                         | Дисципліна                        | Час               | Місце             | Час              | Місце            | Час              | Місце            |
| ------------------------------------------------------------------- | --------------------------------- | ----------------- | ----------------- | ---------------- | ---------------- | ---------------- | ---------------- |
| Цао Юе                                                              | 400 м вільним стилем              | 4:09.60           | 13                | Н/Д              | Н/Д              | Завершила виступ | Завершила виступ |
| Цао Юе                                                              | 800 м вільним стилем              | 8:43.24           | 25                | Н/Д              | Н/Д              | Завершив виступ  | Завершив виступ  |
| Чень Цзє                                                            | 100 м на спині                    | 1:00.58           | 14 Q              | 1:00.42          | 14               | Завершила виступ | Завершила виступ |
| Чень Цзє                                                            | 200 м на спині                    | 2:11.75           | 18                | Завершила виступ | Завершила виступ | Завершила виступ | Завершила виступ |
| Чень Сіньї                                                          | 100 м батерфляєм                  | 58.34             | 11 Q              | 57.63            | 6 Q              | 57.85            | 6                |
| Фу Юаньхуей                                                         | 50 м на спині                     | 27.66             | 1 Q               | 27.18            | 1 Q              | 27.11            | 1                |
| Фу Юаньхуей                                                         | 100 м на спині                    | 1:00.55           | =12 Q             | 59.33            | 4 Q              | 59.02            | 4                |
| Ґо Дзюньдзюнь                                                       | 200 м вільним стилем              | 1:58.27           | =11 Q             | 1:57.79          | 12               | Завершила виступ | Завершила виступ |
| Хе Юнь                                                              | 100 м брасом                      | 1:09.17           | 30                | Завершила виступ | Завершила виступ | Завершила виступ | Завершила виступ |
| Лю Сян                                                              | 50 м вільним стилем               | 24.82             | 9 Q               | 24.78            | 11               | Завершила виступ | Завершила виступ |
| Лю Сян                                                              | 50 м на спині                     | 27.79             | 4 Q               | 27.67            | 4 Q              | 27.58            | 3                |
| Лю Ясінь                                                            | 200 м на спині                    | 2:12.30           | 22                | Завершила виступ | Завершила виступ | Завершила виступ | Завершила виступ |
| Лу Ін                                                               | 50 м батерфляєм                   | 25.69             | 4 Q               | 25.79            | 4 Q              | 25.37 AS         | 3                |
| Лу Ін                                                               | 100 м батерфляєм                  | 57.84             | 4 Q               | 57.36            | 3 Q              | 57.48            | 3                |
| Шао Ївень                                                           | 400 м вільним стилем              | 4:08.93           | 11                | Н/Д              | Н/Д              | Завершила виступ | Завершила виступ |
| Шень Дуо                                                            | 100 м вільним стилем              | 53.93             | 6 Q               | 53.91            | 7 Q              | 54.76            | 8                |
| Шень Дуо                                                            | 200 м вільним стилем              | 1:56.75           | 4 Q               | 1:56.44          | 3 Q              | 1:56.27          | 6                |
| Ши Цзінлінь                                                         | 50 м брасом                       | 31.57             | 24                | Завершив виступ  | Завершив виступ  | Завершив виступ  | Завершив виступ  |
| Ши Цзінлінь                                                         | 100 м брасом                      | 1:06.45           | 2 Q               | 1:06.28          | 4 Q              | 1:06.55          | 5                |
| Ши Цзінлінь                                                         | 200 м брасом                      | 2:24.09           | 10 Q              | 2:23.06          | =8 Q             | 2:22.76          | =                |
| Со Жань                                                             | 50 м брасом                       | 31.12             | 14 Q              | 31.03            | 9 Q              | 30.74            | 6                |
| Ван Ґоюе                                                            | 1500 м вільним стилем             | 16:28.18          | 14                | Н/Д              | Н/Д              | Завершила виступ | Завершила виступ |
| Є Шивень                                                            | 200 м комплексом                  | 2:11.23           | 5 Q               | 2:11.39          | 8 Q              | 2:14.01          | 8                |
| Є Шивень                                                            | 400 м комплексом                  | 4:42.96           | 15                | Н/Д              | Н/Д              | Завершила виступ | Завершила виступ |
| Чжан Сіньюй                                                         | 200 м брасом                      | 2:28.57           | 23                | Завершила виступ | Завершила виступ | Завершила виступ | Завершила виступ |
| Чжан Юйфей                                                          | 200 м батерфляєм                  | 2:06.92           | 1 Q               | 2:07.08          | 4 Q              | 2:06.51          | 3                |
| Чжан Юйхань                                                         | 800 м вільним стилем              | 8:35.17           | 14                | Н/Д              | Н/Д              | Завершила виступ | Завершила виступ |
| Чжоу Мінь                                                           | 200 м комплексом                  | 2:15.08           | =22               | Завершила виступ | Завершила виступ | Завершила виступ | Завершила виступ |
| Чжоу Мінь                                                           | 400 м комплексом                  | 4:50.36           |                   | Н/Д              | Н/Д              | Завершила виступ | Завершила виступ |
| Чжоу Їлінь                                                          | 200 м батерфляєм                  | 2:08.76           | 10 Q              | 2:07.69          | 8 Q              | 2:10.20          | 8                |
| Чжу Менхуей                                                         | 50 м вільним стилем               | 25.19             | 17                | Завершила виступ | Завершила виступ | Завершила виступ | Завершила виступ |
| Чжу Менхуей                                                         | 100 м вільним стилем              | 54.41             | 12 Q              | 54.77            | 16               | Завершила виступ | Завершила виступ |
| Чжу Менхуей Тан Юйтін Фан Ї Шень Дуо                                | Естафета 4 × 100 м вільним стилем | 3:37.64           | =5 Q              | Н/Д              | Н/Д              | 3:37.64          | 7                |
| Цю Юйхань Ґо Дзюньдзюнь Чжан Юйфей Шень Дуо Шао Ївень* Чжан Юйхань* | Естафета 4 × 200 м вільним стилем | 7:54.31           | 5 Q               | Н/Д              | Н/Д              | 7:49.10          | 3                |
| Чень Сіньї* Фу Юаньхуей Лу Ін Шень Дуо Ши Цзінлінь Цю Юйхань*       | Естафета 4 × 100 м комплексом     | 3:57.04           | 1 Q               | Н/Д              | Н/Д              | 3:54.41          | 1                |

Змішаний
| Спортсмени                                     | Дисципліна                        | Попередній заплив | Попередній заплив | Фінал   | Фінал |
| Спортсмени                                     | Дисципліна                        | Час               | Місце             | Час     | Місце |
| ---------------------------------------------- | --------------------------------- | ----------------- | ----------------- | ------- | ----- |
| Юй Хесінь Лінь Юнцін Цю Юйхань Тан Юйтін       | Естафета 4 × 100 м вільним стилем | 3:27.71           | 6 Q               | 3:26.94 | 7     |
| Сюй Цзяюй Лі Сян Лу Ін Чжу Менхуей Чень Сіньї* | Естафета 4 × 100 м комплексом     | 3:47.48           | 6 Q               | 3:44.65 | 4     |

## Синхронне плавання
Повна команда китайських спортсменок кваліфікувалася на змагання з синхронного плавання в наведених нижче дисциплінах.
| Спортсмен | Дисципліна                    | Попередні змагання | Попередні змагання | Фінал   | Фінал |
| Спортсмен | Дисципліна                    | Очки               | Місце              | Очки    | Місце |
| --- | ----------------------------- | ------------------ | ------------------ | ------- | ----- |
| Сунь Веньянь | соло, технічна програма       | 91.3262            | 3 Q                | 91.5479 | 3     |
| Хуан Сюечень | соло, довільна програма       | 95.2000            | 2 Q                | 94.9000 | 2     |
| Хуан Сюечень Сунь Веньянь                                                                                       | дует, технічна програма       | 92.2791            | 2 Q                | 93.3279 | 2     |
| Хуан Сюечень Сунь Веньянь                                                                                       | дует, довільна програма       | 95.4667            | 2 Q                | 95.9000 | 2     |
| Ґу Сяо Го Лі Хуан Сюечень Лі Сяолу Лян Сіньпін Сунь Веньянь Тан Менні Сяо Яньнін* Їнь Ченсінь* Цзен Чжень       | група, технічна програма      | 92.1032            | 2 Q                | 94.4605 | 2     |
| Ґу Сяо Го Лі Хуан Сюечень* Лі Сяолу Лян Сіньпін Сунь Веньянь Тан Менні Сяо Яньнін* Їнь Ченсінь Цзен Чжень       | група, довільна програма      | 95.5000            | 2 Q                | 96.1333 | 2     |
| Ґу Сяо Го Лі Хуан Сюечень* Li Mo* Лі Сяолу Лян Сіньпін Сунь Веньянь Тан Менні Сяо Яньнін Їнь Ченсінь Цзен Чжень | комбінація, довільна програма | 94.9333            | 2 Q                | 96.2000 | 2     |

## Водне поло

### Чоловічий турнір
Склад команди
- У Хунхуей
- Тань Фейху
- Ху Чжансінь
- Дун Тао
- Лу Веньхуей
- Лі Лі
- Чень Чжунсянь
- Лі Лунь
- Сє Цзекай
- Чень Цзінхао
- Чжан Чуфен
- Лян Няньсян
- Лян Чживей

Груповий етап
| Поз | Команда  | І | В | Н | П | ГЗ | ГП | РГ  | О | Кваліфікація         |
| --- | -------- | - | - | - | - | -- | -- | --- | - | -------------------- |
| 1   | Хорватія | 3 | 3 | 0 | 0 | 39 | 17 | +22 | 6 | Вийшли у чвертьфінал |
| 2   | Канада   | 3 | 2 | 0 | 1 | 25 | 20 | +5  | 4 | Вийшли в плей-оф     |
| 3   | Бразилія | 3 | 0 | 1 | 2 | 24 | 29 | −5  | 1 | Вийшли в плей-оф     |
| 4   | КНР      | 3 | 0 | 1 | 2 | 12 | 34 | −22 | 1 |                      |

| 27 липня 2015 10:50 | протокол | Бразилія                                 | 9 – 9 | КНР                   | Казань Attendance: 700 |
| 27 липня 2015 10:50 | протокол | Рахунок за періодами: 3–4, 2–1, 3–4, 1–0 |       |                       | Казань Attendance: 700 |
| 27 липня 2015 10:50 | протокол | Перроне 4                                | Голів | Дун Тао, Чжан Чуфен 3 | Казань Attendance: 700 |

| 29 липня 2015 20:10 | протокол | КНР                                      | 2 – 8 | Канада     | Казань Attendance: 240 |
| 29 липня 2015 20:10 | протокол | Рахунок за періодами: 0–3, 0–3, 1–1, 1–1 |       |            | Казань Attendance: 240 |
| 29 липня 2015 20:10 | протокол | Тань Фейху 2                             | Голів | Макелрой 3 | Казань Attendance: 240 |

| 31 липня 2015 17:30 | протокол | Хорватія                                 | 17 – 1 | КНР          | Казань Attendance: 874 |
| 31 липня 2015 17:30 | протокол | Рахунок за періодами: 4–1, 5–0, 7–0, 1–0 |        |              | Казань Attendance: 874 |
| 31 липня 2015 17:30 | протокол | троє гравців 3                           | Голів  | Чжан Чуфен 1 | Казань Attendance: 874 |

Півфінали за 13-16-те місця
| 2 серпня 2015 10:50 | протокол | КНР                                                    | 10 – 10 | Росія             | Казань Attendance: 2,263 |
| 2 серпня 2015 10:50 | протокол | Рахунок за періодами: 1–2, 4–4, 2–1, 3–3 Пенальті: 1–4 |         |                   | Казань Attendance: 2,263 |
| 2 серпня 2015 10:50 | протокол | Тань Фейху 4                                           | Голів   | четверо гравців 2 | Казань Attendance: 2,263 |

Матч за 15-те місце
| 4 серпня 2015 09:30 | протокол | КНР                                      | 16 – 9 | Аргентина | Казань Attendance: 753 |
| 4 серпня 2015 09:30 | протокол | Рахунок за періодами: 6–2, 3–4, 4–2, 3–1 |        |           | Казань Attendance: 753 |
| 4 серпня 2015 09:30 | протокол | Дун Тао 4                                | Голів  | Яньєс 5   | Казань Attendance: 753 |

### Жіночий турнір
Склад команди
- Ян Цзюнь
- Тянь Цзяньнін
- Мей Сяохань
- Сюн Дуньхань
- Ню Гуаньнань
- Сунь Ятін
- Сун Дунлунь
- Чжан Цун
- Чжао Цзихань
- Чжан Вейвей
- Ван Сінянь
- Чжан Цзін
- Пен Лінь

Груповий етап
| Поз | Команда  | І | В | Н | П | ГЗ | ГП | РГ  | О | Кваліфікація         |
| --- | -------- | - | - | - | - | -- | -- | --- | - | -------------------- |
| 1   | Росія    | 3 | 2 | 1 | 0 | 38 | 25 | +13 | 5 | Вийшли у чвертьфінал |
| 2   | КНР      | 3 | 2 | 1 | 0 | 31 | 21 | +10 | 5 | Вийшли в плей-оф     |
| 3   | Угорщина | 3 | 1 | 0 | 2 | 37 | 25 | +12 | 2 | Вийшли в плей-оф     |
| 4   | Франція  | 3 | 0 | 0 | 3 | 12 | 47 | −35 | 0 |                      |

| 26 липня 2015 21:30 | протокол | Угорщина                                 | 8 – 9 | КНР            | Казань Attendance: 200 |
| 26 липня 2015 21:30 | протокол | Рахунок за періодами: 1–4, 4–1, 2–1, 1–3 |       |                | Казань Attendance: 200 |
| 26 липня 2015 21:30 | протокол | Анталь 2                                 | Голів | Чжао Цзихань 4 | Казань Attendance: 200 |

| 28 липня 2015 17:30 | протокол | Франція                                  | 4 – 13 | КНР            | Казань Attendance: 1,700 |
| 28 липня 2015 17:30 | протокол | Рахунок за періодами: 1–2, 1–0, 1–6, 1–5 |        |                | Казань Attendance: 1,700 |
| 28 липня 2015 17:30 | протокол | Гіє 2                                    | Голів  | Ню Гуаньнань 6 | Казань Attendance: 1,700 |

| 30 липня 2015 18:50 | протокол | Росія                                    | 9 – 9 | КНР            | Казань Attendance: 2,653 |
| 30 липня 2015 18:50 | протокол | Рахунок за періодами: 3–2, 1–2, 3–2, 2–3 |       |                | Казань Attendance: 2,653 |
| 30 липня 2015 18:50 | протокол | Карімова, Прокоф'єва 3                   | Голів | Ню Гуаньнань 4 | Казань Attendance: 2,653 |

Плей-оф
| 1 серпня 2015 20:10 | протокол | Бразилія                                 | 8 – 10 | КНР            | Казань Attendance: 350 |
| 1 серпня 2015 20:10 | протокол | Рахунок за періодами: 1–2, 1–3, 4–3, 2–2 |        |                | Казань Attendance: 350 |
| 1 серпня 2015 20:10 | протокол | Шяппіні 5                                | Голів  | троє гравців 2 | Казань Attendance: 350 |

Чвертьфінали
| 3 серпня 2015 20:10 | протокол | Австралія                                              | 7 – 7 | КНР                         | Казань Attendance: 370 |
| 3 серпня 2015 20:10 | протокол | Рахунок за періодами: 2–3, 0–1, 4–2, 1–1 Пенальті: 5–3 |       |                             | Казань Attendance: 370 |
| 3 серпня 2015 20:10 | протокол | семеро гравців 1                                       | Голів | Сун Дунлунь, Чжао Цзихань 2 | Казань Attendance: 370 |

Півфінали за 5-8-те місця
| 5 серпня 2015 15:30 | протокол | Іспанія                                  | 9 – 10 | КНР                         | Казань Attendance: 297 |
| 5 серпня 2015 15:30 | протокол | Рахунок за періодами: 3–3, 2–1, 2–4, 2–2 |        |                             | Казань Attendance: 297 |
| 5 серпня 2015 15:30 | протокол | Форка 3                                  | Голів  | Сун Дунлунь, Чжао Цзихань 4 | Казань Attendance: 297 |

Матч за 5-те місце
| 7 серпня 2015 15:30 | протокол | КНР                                                    | 9 – 9 | Греція    | Казань Attendance: 940 |
| 7 серпня 2015 15:30 | протокол | Рахунок за періодами: 4–2, 1–3, 2–1, 2–3 Пенальті: 4–3 |       |           | Казань Attendance: 940 |
| 7 серпня 2015 15:30 | протокол | Ню Гуаньнань 5                                         | Голів | Асімакі 4 | Казань Attendance: 940 |